# 이글 어시스트 작전

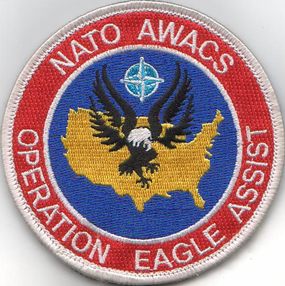

이글 어시스트 작전(Operation Eagle Assist)은 9월 11일 공격 이후 AWACS 항공기가 미국 상공을 순찰한 NATO 작전이었다.
9·11 테러가 발생한 지 약 한 달 뒤인 10월 4일, 북대서양이사회는 북대서양 조약 제5조를 시행하기로 결정했다. 작전은 2001년 10월 9일에 시작되었다. 이는 "회원국 중 하나를 방어하기 위한" NATO의 첫 번째 배치였다. 전체적으로 NATO 13개국 출신의 830명의 승무원이 360회의 작전 출격을 수행해 총 4300시간에 달했다.
작전은 2002년 5월 16일에 종료되었다. 종료 결정은 "미국 방공 태세의 업그레이드, 미국 민군 당국 간의 협력 강화, 국토 안보 요구 사항의 의무적 평가를 토대로 내려졌다."